# 탈 중앙화 금융

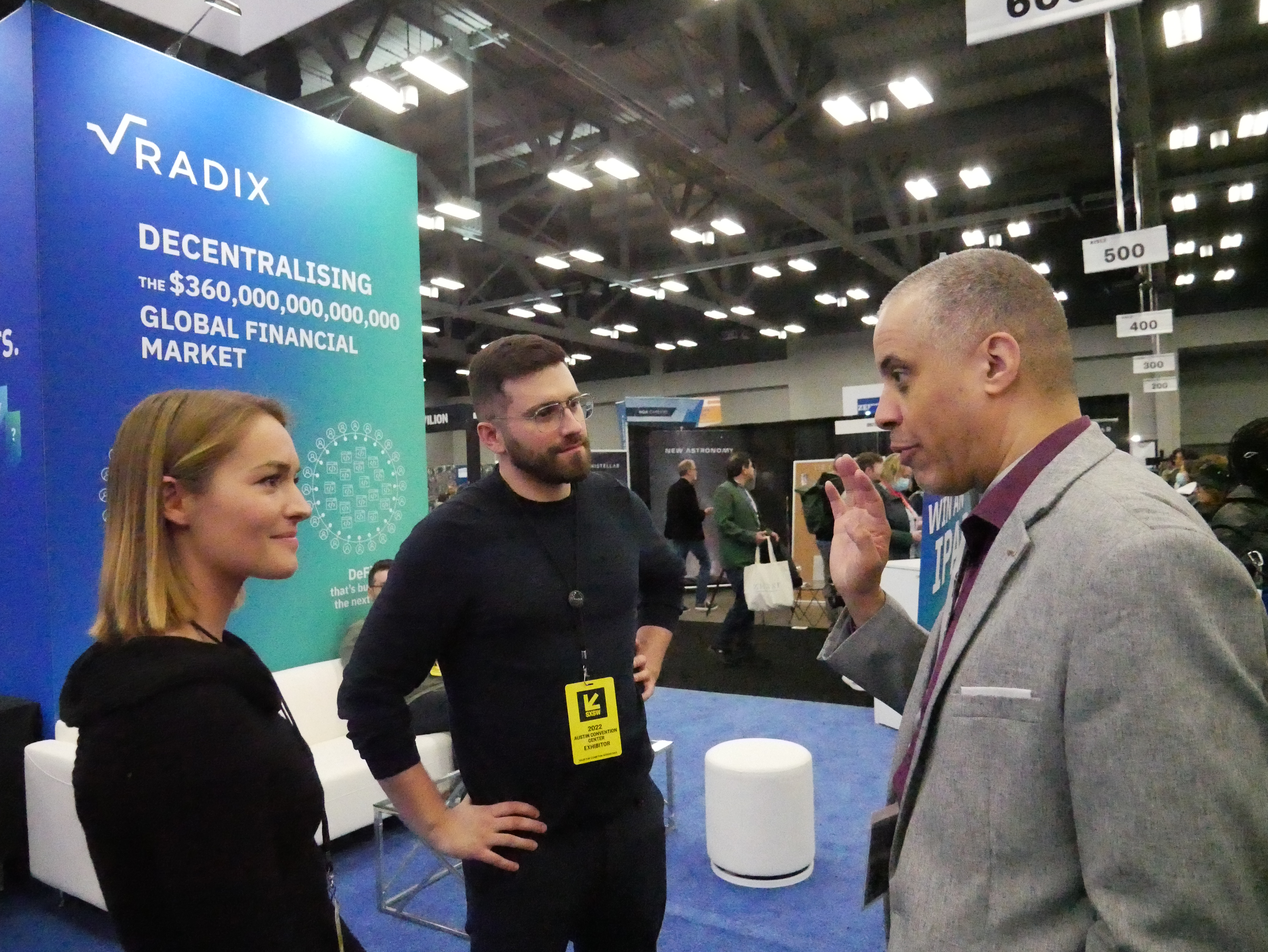

탈 중앙화 금융 (일반적으로 DeFi라고 함)은 중개, 거래소 또는 은행과 같은 중앙 금융 중개자에 의존하지 않고, 대신 블록 체인에서 스마트 계약 을 활용하는 블록 체인 기반의 금융 형태이다. DeFi를 통해 사람들은 다른 사람에게 자금을 빌리고, 파생 상품을 사용하여 자산의 가격 변동을 예측할 수 있다. 또한, 암호 화폐를 거래하고, 위험에 대비하며, 저축과 같은 계정에서 이자를 얻을 수 있다. 일부 DeFi 애플리케이션은 높은 이자율을 가질 위험이 높다.  2020년 10월까지 110억 달러 (암호 화폐 가치) 이상이 다양한 분산형 금융 프로토콜에 예치 되었다. 이는 2020년을 기점으로 10 배 이상의 성장한 지표이다.  2021년 1월 현재 약 205억 달러가 DeFi에 투자되어있다.

## 역사
MakerDAO의 stablecoin 기반 대출 플랫폼은 최초의 DeFi 애플리케이션이다. 어플을 사용함으로써, 플랫폼의 기본 토큰인 Dai를 빌릴 수 있다. 대출, 상환 및 청산 프로세스를 관리하는 이더리움 블록 체인의 스마트 계약을 통해 MakerDAO는 분산되고,  자율적 인 방식으로 Dai 의 안정적인 가치를 유지한다.
2020년 6월, Compound Finance는 플랫폼 에서 암호 화폐 대출자에게 COMP 토큰으로 알려진 새로운 암호 화폐를 보상으로 지급했다. 이 단위는 Compound의 플랫폼 관리에 사용되고, 거래 가능하다. 뒤따라 다른 플랫폼도 "수율 농사"또는 "유동성 채굴"을 시작했다. 투기꾼들은 이자 및 총 수익을 극대화하기 위해 플랫폼의 여러 플랫폼간에 암호 화폐 자산을 적극적으로 이동시켰다.
2020년 7월 워싱턴 포스트는 수확량, 투자 수익 및 관련 위험에 대한 세부 정보를 토대로 분산형 금융에 대한 입문서를 작성했다. 2020년 9월 블룸버그 는 가격 변동 측면에서 DeFi가 암호 화폐 시장의 60% 이상을 차지하며 DeFi 담보 수준이 90억 달러에 도달한다고 밝혔다 이에 따라 DeFi에 대한 관심이 높아졌고, 2020년에 개발자가 증가했다.

## DeFi 작동 원리
DeFi는 블록 체인에서 금융 기능을 수행하는 DApp (분산 형 애플리케이션 )으로 알려진 애플리케이션을 중심으로 전개된다. 이 기술은 비트코인에서 처음 사용되었는데, 이후 더 광범위하게 적용되었다. 중앙의 중개자와 거래가 이루어지지 않고 스마트 계약 프로그램에 의해 참여자 간에 중재되어 직접 거래가 이루어진다. 이런 시스템을 바탕으로, DApp에서 다수를 연결하고 함께 작동하여 복잡한 금융 서비스를 만들 수 있다.  예를 들어 스테이블 코인 보유자는 Aave와 같은 유동성 풀에 자산을 위탁할 수 있다. 다른 사람들은 일반적으로 대출 금액보다 더 많은 추가 담보를 제공해야 풀에서 빌릴 수 있는 것에 비하면 큰 이점이라 할 수 있다. 프로토콜은 자산에 대한 순간적 수요에 따라 이자율을 자동으로 조정한다.  Aave는 또한 "플래시 론"을 시장에 내놓았는데, 이는 임의의 금액이 담보화 되지 않은 대출로 몇 분 내에 회수 되고 상환된다. 차익 거래, 담보 스왑 및 자기 청산과 같은 대출에 대한 합법적 인 용도가 있을 수 있지만 DeFi 플랫폼은 암호 화폐 현물 가격의 단기 조작에 플래시 대출을 사용하는 등 악용되기도 했다.
"분권화"는 곧 중앙 거래소가 없다는 것을 의미한다. DeFi  프로그램은 개발자 및 프로그래머 커뮤니티에서 오픈 소스 소프트웨어를 사용하여 실행된다.
DeFi 프로토콜의 한 예시는 이더리움 블록 체인에서 실행된다. 더 자세히 말하면, 이더리움 블록 체인에서 발행되는 수백 개의 디지털 토큰 거래를 허용하는 분산형 거래소이다. Uniswap의 알고리즘은 사용자가 유동성을 제공하는 사람들에게 거래 수수료를 내게 함으로써, 토큰에 대한 유동성 풀을 형성하도록 장려한다. 개발 팀은 Uniswap에 배포할 소프트웨어를 작성한다. 그러나 플랫폼은 궁극적으로 사용자가 관리한다. 또한, 위치 규제 기관이 Uniswap과 같은 플랫폼의 합법성을 취할지는 명확하지 않다.

## 비판
블록 체인 거래는 불가역적이다. 즉, DeFi 플랫폼을 사용한 잘못된 거래 또는 오류가 포함된 스마트 계약 코드를 쉽게 수정할 수 없다. 한다면, 코딩 오류와 해킹이 일반적이다.  2020년에 Yam Finance로 알려진 한 플랫폼은 코드 오류 때문에 출시 후, 예치금을 7억 5천만 달러로 빠르게 늘렸다.  또한 DeFi의 스마트 계약의 코드는 경쟁 플랫폼을 설정하기 위해 쉽게 복사 할 수 있는 오픈 소스 소프트웨어이며, 이는 플랫폼에서 플랫폼으로 자금이 이동함에 따라 불안정성을 야기한다.
DeFi 프로토콜의 배후에 있는 사람의 신원은 알 수 없으며 투자자의 돈 역시 사라질 위험이 있다. 투자자 마이클 노보 그라츠 (Michael Novogratz)는 일부 DeFi 프로토콜을 폰지와 유사하다고 말했다.
DeFi는 2017년 암호 화폐 버블이 있었던 2017년 초기 코인 제공 열풍과 비교되었다. 미숙한 투자자는 DeFi 플랫폼과 상호작용하는데 필요한 정교함과 고객 지원 부서의 중개자가 없는 탓에, DeFi 플랫폼을 사용하여 돈을 잃을 위험이 있다.

## 같이 보기
- 글로벌 금융 시스템
- 암호화폐 지갑